# 炎のニンジャマン
『炎のニンジャマン』は、島本和彦による漫画。ここでは、その外伝にあたる『炎の信長・戦国外伝』もあわせて、紹介していく。

## 炎のニンジャマン

### 概要
1991年52号から1992年40号にかけて、小学館「週刊少年サンデーに連載。

### 登場人物

#### ニンジャマン
ニンジャマンとは、忍者の忍術を超えた忍術を使うもののこと。
忍火満太郎
『炎のニンジャマン』の主人公。
真空かまい太刀
満太郎の必殺技。真空波を放つ技。
円空かまい太刀
周囲に真空波を発生させる技。
忍火万太郎
忍火満太郎のライバルの一人。

#### その他忍者
久ノ伊千種
現代のくノ一。名前はくノ一から。
人形落とし
忍火流の秘技。
破堂大
忍火満太郎のライバルの一人。
カラダ手裏剣
自身の体を手裏剣と使用する技。『吼えろペン』でも妖精が出したアイデアの1つとして登場した。
目胴殺気
忍火満太郎のライバルの一人。
メイサイニンジャ
忍火満太郎のライバルの一人。迷彩服の忍者。
スパイダートラップ
見えない糸を（テグス）を使ったトラップ。

#### その他の超人
流石流一
忍火満太郎のライバルの一人。名前は「流石」と「一流」のアナグラム。
図星今日一
忍火満太郎のライバルの一人。名前は「図星京一郎」から。

### 書籍情報
- 『炎のニンジャマン 1』（小学館）
初版：1992年6月18日
- 『炎のニンジャマン 2』（小学館）
初版：1992年8月10日
- 『炎のニンジャマン 3』（小学館）
初版：1992年10月17日
- 『炎のニンジャマン 4』（小学館）
初版：1992年11月18日

## 炎の信長・戦国外伝

### 概要（外伝）
小学館の学年誌「小学六年生」の1992年8月号から1993年3月号まで連載された。タイトルが示すとおり『炎のニンジャマン』の外伝的作品。
『炎のニンジャマン』と同時進行で連載されたが、話のリンクなどはなく、単行本の解説では炎尾燃に「『炎のニンジャマン』とは全くの別物の作品」と評されている。
当初は、『炎のニンジャマン・戦国外伝』とされていたが、単行本化の際、『炎の信長・戦国外伝』に改題された。

### 登場人物（外伝）

#### ニンジャマン（外伝）
外伝では「一人で一万人の力を持つ忍」意味を持ち、忍者万と表記される。
初代ニンジャマン
織田信長をひいては歴史を守るため戦国時代へやって来た21世紀の忍者。21世紀では27歳だったがタイムスリップの際エネルギーを無駄遣いし老人になってしまう。一人目の自牙忍者を討った後、満太郎定光に使命を引き継がせた。それからは天狗の面をつけるようになった。定光からは「おやかたさま」と呼ばれた。
満太郎定光
初代ニンジャマンに拾われて育てられた、二代目ニンジャマン。歴史を守るために信長に仕えるが最後は自らの手で信長を討った。

#### 自牙忍者
外伝に登場する敵役。21世紀で犯罪を起こし牢屋に入れられたが、織田信長に成り代わって世界を取るべく戦国時代へとタイムスリップした。牢屋の中にいたのは3人だが戦国時代ではまとまって行動する事は無かった。
まとまって行動することがなく、一人が倒された後で別の一人が登場するため、全員が「自牙忍者」とのみ呼ばれている。本稿では便宜上、初代ニンジャマンや二代目ニンジャマンと戦った順に「一人目」「二人目」として記述する。
一人目
信長そっくりに変装し、信長が大蛇退治のために沼にとび込んだところを狙うが初代ニンジャマンに正体を見破られ討たれた。
二人目
桶狭間の合戦の前日に織田家の毛利新介（本作では「今川義元を討った信長の切り札」と評されている）を暗殺するが、翌日、信長と二代目ニンジャマンはたった二人で今川軍に奇襲をかけた。その混乱の中で二代目ニンジャマンに討たれた。
三人目（偽ルイス・ロイス/偽織田信長）
歴史に疎い人物だが、もっとも信長とニンジャマン達を苦しめた。宣教師ルイス・ロイスに化け信長の信頼を得た後、信長と入れ替わり、信長を安土城の隠し部屋に幽閉した。それから安土城に居続ける事で本能寺の変を回避しようとしたが、明智光秀が本物の信長を救い出した事を知り安土城から70人ばかりのお供を連れ逃亡。疲れ果て、“本能寺”に宿泊していたところ、信長に攻められ射殺された。

#### 戦国時代のひとびと
飛鳥
戦国時代のくノ一。伊賀忍者であり仲間のあだ討ちのため信長を狙うが二代目ニンジャマンに妨害される。最終回で再登場し安土城に火を放った。初代ニンジャマンから二代目との交際を薦められまんざらでもない反応をした。
織田信長
太く短く生きた男。歴史において天下統一目前まで行った戦国大名でありそのために自牙忍者のターゲットになってしまう。結果的にはその自牙忍者が身代わりとなったおかげで本能寺の変を回避するが、歴史を守るべく初代ニンジャマンおよび二代目ニンジャマンにより殺害され、歴史上ではやはり本能寺の変で命を落としたということになった。なお単行本では描き直しが行われており、本能寺の変を回避した後に錯乱した明智光秀に襲われ致命傷を負い、二代目ニンジャマンに介錯されるという流れになっている。
西洋風の城のデザイン、鉄製の船の建造、鉄砲のオートメーション三段撃ちの考案、自牙忍者から歴史のIFやタイムパラドックスを説明され即座に理解するなどの天才ぶりを発揮している。
今川義元
1560年5月、4万人の軍勢を率い京に向かって進軍中、途中にいる織田軍を小石扱いし攻撃を仕掛け丸根城と鷲津城を陥落させた。その後、田楽狭間で休憩しているところをたった二人の織田軍に奇襲を受け毛利新介（を名乗る二代目ニンジャマン）に討たれた。織田軍を小石扱いした後は、決まって足元の小石に躓き転んでいた。今川焼が好物という設定。（当然、当時は無かったであろうが）
木下籐吉朗（初登場時は「後の豊臣秀吉」と但し書きがある）
1570年4月、自牙忍者に襲われ朝倉義景討伐の軍に加わる事が出来なかったが、藤吉朗に化けた自牙忍者が命がけで殿の役割を果たした事で信長から大手柄と誉められて出世する。その後、中国地方攻略の援軍要請の手紙を信長（自牙忍者）に送ってくる。作中ではこの時から“秀吉”と呼ばれるようになった。
武田信玄
病気のため死期が近い事を察し天下取りのため京を目指す。その途中、自牙忍者から貰った21世紀の風邪薬を飲み病気が完治したと思い込む。徳川軍を破り勢いづいた後、二代目ニンジャマンをも圧倒するが風邪がぶり返す。自牙忍者に薬を求めるが既に使い切っており、病状は悪化し死亡した。
徳川家康
武田軍が領内を通るのを見過ごせず野戦を挑み敗北したが生き延び、これに反省し後に天下を取る武将にまで成長する。
家康の妻と長男が、家康と信長の命を狙っていると聞きつけた信長から、二人を処刑するように言われた。
武田勝頼
武田信玄の息子で父亡き後の武田家を継ぐ。しかし武田家の武将たちからはまったく信頼されていない。勝頼に化けた自我忍者は鉄砲対策を訴えるもののまったく相手にされず、長篠の合戦において武田軍は再起不能なまでのダメージを負った。
ルイス・フロイス
宣教師。信長に地球儀をプレゼントしたり西洋の城の絵を見せたりした。その絵を参考に安土城がデザインされ、安土城の完成祝いの相撲大会で信長と戦った。実は自我忍者が変装した姿なのだが、どこまでが本物でどこからが偽者かは不明。あるいは初めから自我忍者が化けているともとれる。
毛利輝元
石山本願寺に加勢し水軍で信長を苦しめるが、信長が発明した鉄の船のため毛利水軍は敗北する。とても髭が濃い顔をしており、日の丸の描かれた扇子を愛用している。
佐久間信盛
石山本願寺の攻略に5年かかった事を信長に指摘され追放された。白髪である。
林道勝
信長に突如、追放を言い渡された。オンセンマンのような顔の形をしている。
明智光秀
たとえ三日だけでも天下を取りたかった男。信長に恨みを抱き殺害を企てていたが、頭が良すぎるゆえに自分の器の小ささを正確に評価しており、信長亡き後の世をどうやって治めるかのビジョンがなかったために殺害を実行に移せず、日々悩み苦しんでいた。その後、囚われの身であった信長を救い出し成り行きで自牙忍者討伐に協力する。しかしその後の宴会の場で初代ニンジャマンから「信長亡き後の天下は光秀のもの、ただし三日だけ」と聞かされ、再び失意に沈む。連載時にはその場面で出番は終了し、信長を討つのはニンジャマンの役目となったが、単行本では「たとえ三日だけでも」と信長に斬りかかり、致命傷を負わせた。結果としては歴史通りの流れを作り、守り抜いた人物と言える。

### 書籍情報（外伝）
- 『炎の信長・戦国外伝』（徳間書店）
ISBN 4-19-834034-X
初版：1994年3月20日
少年キャプテンコミックスペシャル